# NHi Calheiros da Graça
O NHi Calheiros da Graça foi um Navio Hidrográfico da Marinha do Brasil, da Classe ITA.

## História
Originalmente recebeu o nome de Vapor Itajubá, um dos navios a vapor da classe Ita que fazia a navegação de cabotagem na costa do Brasil, transportando passageiros e cargas na primeira metade do século XX, pertencente a Companhia Nacional de Navegação Costeira.
Em 1911, o Itajubá foi requisitado pela Marinha do Brasil e utilizado como navio-tênder para prestar apoio a outros navios da força naval enviada à baía de Assunção para garantir a livre navegação do rio Paraguai, durante a Guerra Civil do Paraguai, de 1911 a 1912.
Em 1931, o Itajubá foi incorporado à Armada brasileira, juntamente com os vapores Itaúba e Itapema e  em 2 de Dezembro de 1932, foi rebatizado como Calheiros da Graça, em homenagem ao Almirante Francisco Calheiros da Graça, falecido na explosão do Encouraçado Aquidabã. Classificado como Navio Auxiliar de 2ª classe, serviu de transporte de tropas e armamento durante a Revolução de 1932.
Em 8 de abril de 1933, foi classificado como Navio Hidrográfico, passando a realizar comissões de inspeção de faróis da costa norte brasileira. Em 11 de Setembro de 1936, ao ultrapassar a marcação de segurança do Farol dos Reis Magos, na entrada de Natal, encalhou nas Pedras Cabeças de Negro. Seus porões e a praça de máquinas foram alagados quando o casco se rompeu durante a tentativa de seu salvamento pelo NAux José Bonifácio. Na ocasião, o NHi Calheiros da Graça era comandado pelo Capitão-de-Fragata Amauri Sadock de Freitas.